# Ț (слово латинице)
Ț ț (Ț ț; искошено: Ț ț) је слово латинице. Зове се Т са зарезом или зарезно Т. Део је румунске абецеде, где се користи за представљање звука /t͡s/, безвучне алвеоларне африкате (попут слова C у словенским језицима који користе латиницу).
Писмо је предложено у Будимском лексикону, књизи објављеној 1825. године, која је укључивала два текста Петра Мајора - „Latino-valachica una cum clavi” и „Dialogu pentru inceputul linbei române”, уводећи ș за /ʃ/ и ț за /t͡s/.

## Рачунарски кодови
| Знак                      | Ț                                       | Ț                                       | ț                                     | ț                                     |
| ------------------------- | --------------------------------------- | --------------------------------------- | ------------------------------------- | ------------------------------------- |
| Назив у Уникоду           | LATIN CAPITAL LETTER T WITH COMMA BELOW | LATIN CAPITAL LETTER T WITH COMMA BELOW | LATIN SMALL LETTER T WITH COMMA BELOW | LATIN SMALL LETTER T WITH COMMA BELOW |
| Врста кодирања            | децимална                               | хексадецимална                          | децимална                             | хексадецимална                        |
| Уникод                    | 538                                     | U+021A                                  | 539                                   | U+021B                                |
| UTF-8                     | 200 154                                 | C8 9A                                   | 200 155                               | C8 9B                                 |
| Нумеричка референца знака | &#538;                                  | &#x21A;                                 | &#539;                                | &#x21B;                               |

## Слична слова
Ц ц : Ћириличко слово Ц.
C c : Латиничко слово C.